# Sten Grytt
Sten Johan Grytt, född 18 mars 1909 i Gustav Vasa församling i Stockholm, död 15 januari 1998 i Oscars församling i Stockholm, var en svensk reklamman och direktör.
Sten Grytt var son till faktor Johan Grytt och Anna, ogift Johnson. Efter studentexamen 1928 gick han på Konstakademien 1928–1930. Han var under många år verksam vid Svenska Dagbladet där han blev reklamchef 1935, direktörsassistent vid annonsavdelningen 1949, annonsdirektör 1953 och var försäljningsdirektör från 1960.
Han gifte sig 1934 med Astrid Alin (1909–2006), dotter till professor Edvard Alin och Clara Rundqvist. De fick tre barn: Hans (född 1936), som blev inredningsarkitekt och far till artisten Kajsa Grytt och skådespelaren Per Grytt, Lena (född 1939) och Eva (född 1946). Makarna Grytt är begravda på Norra begravningsplatsen i Stockholm.